# Mercado Público da Redinha
O Mercado Público da Redinha localiza-se na Praia da Redinha, em Natal, estado do Rio Grande do Norte, no Brasil. Construído entre 1921 e 1944, foi reconhecido por lei como patrimônio cultural da capital potiguar e é reconhecido por ter sido o berço da comercialização da ginga com tapioca, iguaria popular e de importância cultural para a cidade.
O Mercado viveu um período de deterioração e no final do ano de 2008 recebeu uma reforma, porém a estrutura do prédio permaneceu aquém das expectativas dos comerciantes e turistas, apresentando sujeira, falta de água e energia elétrica são alguns dos problemas que afastam os visitantes e impedem o crescimento do turismo na região norte da cidade.
Em 2022 o prédio antigo que abrigava o Mercado foi demolido em prol da instalação de um novo projeto, com construção prevista para 18 meses, que comporá parte da estrutura do Complexo Turístico da Redinha. As obras preveem a requalificação da área, que inclui a execução de serviços de iluminação pública, de um novo calçadão, além de obras de pavimentação, drenagem e da recuperação da estrutura quebra-mar.
A obra está orçada em R$ 11 milhões e objetiva transformar a realidade turística e econômica da região, de modo a ampliar seu respectivo potencial e gerar emprego e renda, consolidando o potencial cultural e turístico da área.